# Romuald Cwilewicz
Romuald Wojciech Cwilewicz (ur. 5 października 1939 w Gdyni) – polski inżynier, profesor nauk technicznych, rektor Akademii Morskiej w Gdyni (2008–2012), specjalista z zakresu mechaniki i maszyn cieplnych wirnikowych.

## Życiorys
Ukończył w 1962 studia na Wydziale Budowy Maszyn Politechniki Gdańskiej. Doktoryzował się w 1974 na tej samej uczelni. Stopień doktora habilitowanego uzyskał w 1993 w Instytucie Maszyn Przepływowych Polskiej Akademii Nauk w Gdańsku w oparciu o rozprawę zatytułowaną Analiza optymalnego obiegu cieplnego dla okrętowej turbiny gazowej napędu głównego. W 2005 otrzymał tytuł profesora nauk technicznych.
Pracę zawodową podjął w 1962 jako starszy konstruktor w Stoczni im. Komuny Paryskiej w Gdyni. Od 1966 do 1994 był pracownikiem naukowym Politechniki Gdańskiej. W 1975 został zatrudniony w Wyższej Szkole Morskiej w Gdyni, przekształconej później w Akademię Morską. W 2005 doszedł do stanowiska profesora zwyczajnego tej uczelni. Od 1977 do 1990 był dyrektorem Instytutu Technicznej Eksploatacji Siłowni Okrętowych, zaś w 1990 stanął na czele Katedry Siłowni Okrętowych. Pełnił funkcję prorektora ds. kształcenia (1990–1996, 2002–2008) oraz dziekana Wydziału Mechanicznego (1999–2002). W 2008 wybrany na rektora Akademii Morskiej w Gdyni, stanowisko to zajmował do 2012.
Odznaczony m.in. Krzyżem Kawalerskim Orderu Odrodzenia Polski (1995).